# Biolistiek
Biolistiek is een methode in de genetische technologie waarbij een deeltje DNA direct in het weefsel van een plant 'geschoten' wordt. Dit wordt gedaan met een genpistool.
Deeltjes van wolfraam of goud krijgen een coating van het te injecteren gen en worden door een stopschermpje heen door plantenweefsel geschoten, daarbij versneld door helium. Daarbij gaan de deeltjes wolfraam of goud door het weefsel heen, maar laten ze DNA achter.
De methode kan zowel bij eenzaadlobbigen als tweezaadlobbigen worden toegepast.